# Jimmy Greaves
James Peter "Jimmy" Greaves, MBE (født 20. februar 1940 i London i England, død 19. september 2021) var en engelsk fodboldspiller (angriber) og verdensmester med England fra VM i 1966.
Greaves klubkarriere er primært associeret med hans ni sæsoner hos Tottenham Hotspur. Han var med til at vinde to FA Cup-titler og Pokalvindernes Europa Cup med klubben og er til dato den mest scorende spiller i klubbens historie. Han spillede desuden for AC Milan i Italien, som han i 1961 vandt Serie A med, samt Chelsea og West Ham.
Greaves spillede desuden 57 kampe og scorede hele 44 mål for det engelske landshold. Hans første landskamp var et opgør mod Peru 17. maj 1959, hans sidste en kamp mod Østrig 27. maj 1967.
Han blev udtaget til den engelske trup til VM i 1962 i Chile og spillede samtlige landets fire kampe i turneringen. Han var også med til at vinde guld ved VM i 1966 på hjemmebane og spillede tre kampe ved denne turnering.
Graves blev i 2021 optaget i Order of the British Empire, sammen med sin tidligere holdkammerat Ron Flowers.

## Titler
FA Cup
- 1962 og 1967 med Tottenham

Charity Shield
- 1962 og 1967 med Tottenham

Serie A
- 1961 med AC Milan

Pokalvindernes Europa Cup
- 1963 med Tottenham

VM
- 1966 med England